# Zonsverduistering van 20 april 2042

Animatie zonsverduistering
op 20 april 2042

De totale zonsverduistering van 20 april 2042 zal veel op zee te zien zijn, maar in het begin zal deze zich voortbewegen over de landen Indonesië, Maleisië, Brunei en Filipijnen.

## Lengte

### Maximaal
Het punt met maximale totaliteit ligt op zee op de coördinaten 27,9803° N / 138,4496° E en duurt 4m51,1s.

### Limieten
| Fenomeen                    | Code | Tijdstip UTC |
| --------------------------- | ---- | ------------ |
| Eerste contact bijschaduw   | P1   | 23:40:09.8   |
| Eerste contact kernschaduw  | U1   | 00:35:51.2   |
| Kernschaduw compleet vanaf  | U2   | 00:38:20.5   |
| Bijschaduw compleet vanaf   | P2   | 01:38:45.4   |
| Maximum eclips              | GE   | 02:15:54.9   |
| Bijschaduw compleet t/m     | P3   | 02:52:43.5   |
| Kernschaduw compleet t/m    | U3   | 03:53:20.9   |
| Laatste contact kernschaduw | U4   | 03:55:48.4   |
| Laatste contact bijschaduw  | P4   | 04:51:36.0   |

## Zichtbaarheid
Onderstaand overzicht toont in chronologische volgorde per land de gebieden waarin de totale verduistering te zien zal zijn :

### Indonesië
| 1. Bengkulu 2. Sumatera Barat 3. Jambi | 1. Sumatera Selatan 2. Riau 3. Kalimantan Barat |

### Maleisië
| 1. Sarawak 2. Sabah 3. Labuan |

### Brunei
| 1. Belait 2. Tutong 3. Brunei en Muara 4. Temburong |

### Filipijnen
| 1. Palawan 2. Antique 3. Iloilo 4. Occidental Mindoro | 1. Oriental Mindoro 2. Capiz 3. Aklan 4. Romblon | 1. Masbate 2. Quezon 3. Northern Samar 4. Sorsogon | 1. Albay 2. Camarines Sur 3. Camarines Norte 4. Catanduanes |